# Hyperoodon ampullatus
L'iperodonte boreale (Hyperoodon ampullatus) è un odontoceto, e fa parte della famiglia ziphiidae. È leggermente più grande e pesante della controparte meridionale (10 metri per 10 tonnellate come massimo per la forma boreale, 9 metri per 8 tonnellate per quella australe).

## Storia
Di tale specie furono uccise decine di migliaia di esemplari,  fra il 1850 e il 1973. Fu dichiarata specie protetta a partire dal 1977.

## Comportamento
Capace di immergersi per 14-70 minuti, in superficie soffia ogni 30-40 secondi. Le sue immersioni sono probabilmente profonde (pur non coprendo, durante tali periodi, lunghe distanze).
I due sessi hanno denti che ricordano stuzzicadenti in entrambe le mascelle.

## Distribuzione
Si ritrova nella Nuova Scozia, Canada; nell'Oceano Artico fra l'Islanda, Jan Mayen, e il sud-ovest delle Svalbard; nello Stretto di Davis a nord del Labrador in Canada, i suoi spostamenti sono forse effettuati a nord in primavera e a sud in autunno
Si è spiaggiato solo poche volte.
Il 20 gennaio 2006 venne scoperto un iperodonte boreale nel centro di Londra, nel Tamigi. Il cetaceo risalì il fiume fino all'Albert Bridge. Venne trainato da una chiatta e i soccorritori sperarono di salvarlo riportandolo in mare, ma morì in seguito a convulsioni il 21 gennaio, durante il suo soccorso.

## Alimentazione
L'iperodonte boreale si nutre di molluschi, aringhe, seppie, stelle marine e altri invertebrati marini.